# Formel von Burnside
Die Formel von Burnside ist eine Formel des mathematischen Teilgebiets der Analysis, welche auf den englischen Mathematiker William Burnside zurückgeht. Sie ist eng verwandt mit der Formel von Stirling und gibt wie diese eine Approximation der Fakultätenfunktion.

## Darstellung der Formel
Die Burnside’sche Formel lässt sich angeben wie folgt:
{\displaystyle n!\sim {\sqrt {2\pi }}\;\left(\ n+{\frac {1}{2}}\right)^{\left(\ n+{\frac {1}{2}}\right)}{\mathrm {e} }^{-\left(\ n+{\frac {1}{2}}\right)}={\sqrt {2\pi }}\;\left({\frac {n+{\frac {1}{2}}}{\mathrm {e} }}\right)^{\left(\ n+{\frac {1}{2}}\right)}}

## Güte der Annäherung
Claudi Alsina und Roger B. Nelsen verweisen in ihrer Monographie Bezaubernde Beweise (Springer, 2013) darauf, dass die Burnside’sche Formel „ungefähr doppelt so genau wie die Stirling’sche Formel“ ist und dass man ihre Herleitung „durch Näherungen für das Integral {\displaystyle \int _{1}^{n+{\frac {1}{2}}}{\ln(x)}\;\mathrm {d} x} “ gewinnt.